# Roanoke (Indiana)
Roanoke è un comune degli Stati Uniti d'America, situato nello Stato dell'Indiana, nella contea di Huntington.